# Taba Pasmah
Taba Pasmah is een bestuurslaag in het regentschap Midden-Bengkulu van de provincie Bengkulu, Indonesië. Taba Pasmah telt 829 inwoners (volkstelling 2010).